# Николай (Саккопулос)
Митрополи́т Никола́й Сакко́пулос (греч. Μητροπολίτης Νικόλαος Σακκόπουλος; 1862, Синоп, Османская империя — 17 марта 1927) — епископ Константинопольской православной церкви, митрополит Халкидонский. Местоблюститель Константинопольского Патриаршего Престола в 1921 году.

## Биография
Родился в 1862 году в понтийском городе Синоп, где окончил начальную школу. Окончил Богословскую школу на острове Халки в 1886 году с отличием.
После этого рукоположене в сан диакона и назначен архидиаконом Смирнской митрополии, где был преподавателем и профессором богословия в евангельском женском училище в Смирне.
В 1899 году был рукоположён в сан пресвитера с возведением в сан архимандрита и направлен в трансильванский Кронштадт (ныне Брашов, Румыния) в Австро-Венгрии.
В 1891 году митрополит Амасийский Анфим (Алексудис) назначает Николая своим протосинкеллом.
В 1892 году рукоположён в титулярного епископа Амисского.
С 1893 года — епископ Китрский.
С 16 апреля 1896 года — митрополит Эдесский.
С 1 мая 1899 года — митрополит Анкирский.
С 12 октября 1902 года — митрополит Маронийский, Тасский и Самотракийский епархия.
С 13 февраля 1914 года — митрополит Кесарийский.
Летом 1919 года митрополит Николай от имени Константинопольской Патриархии принял приглашение организационного комитета Всемирного христианского конгресса в рамках движения «Вера и устройство» участвовать на будущий год в его подготовительной встрече (конференции) в Женеве. При этом митрополит Николай сказал, что Патриархия «протягивает руку помощи трудящимся на том же поле и в том же винограднике Господнем».
21 марта 1921 года был избран Местоблюстителем Константинопольского Патриаршего престола.
В августе 1921 года международный Севрский договор оставил туркам контроль над Константинополем, хотя и защитил права религиозных и национальных меньшинств.
Сложил функции местоблюстителя в связи с избранием на Патриарший престол 25 ноября (8) декабря 1921 года бывшего главы Элладской Церкви архиепископа Мелетия (Метаксакиса).
С 22 февраля 1927 года — митрополит Халкидонский.
17 марта того же года скончался.